# Japeri
Japeri est une ville de l'État de Rio de Janeiro, dans la région Sudeste du Brésil.